# Харін Костянтин Олександрович
Костянтин Олександрович Харін (нар. 17 листопада 1969) — радянський та український футболіст, захисник.

## Життєпис
Вихованець футбольної школи запорізького «Металурга». До розпаду СРСР виступав тільки в змаганнях колективів фізкультури.
У 1992 році перейшов у солігорський «Шахтар», в його складі зіграв 9 матчів у першому незалежному чемпіонаті Білорусі у вищій лізі.
Повернувшись в Україну, грав за команди перехідної та другої ліги — «Море» (Феодосія), «Фетровик» (Хуст), «Торпедо» (Мелітополь), а також за аматорські колективи. Завершив професіональну кар'єру в 26-річному віці.
Подальша доля невідома.